# Mali Osolnik
Mali Osolnik este o localitate din comuna Velike Lašče, Slovenia, cu o populație de 49 de locuitori.